# Scaurotrechodes
Scaurotrechodes is een geslacht van kevers uit de familie van de loopkevers (Carabidae). De wetenschappelijke naam van het geslacht is voor het eerst geldig gepubliceerd in 2006 door Geginat.

## Soorten
Het geslacht Scaurotrechodes is monotypisch en omvat slechts de volgende soort:
- Scaurotrechodes capensis Geginat, 2006